# Álvaro José de Alzogaray
Álvaro José de Alzogaray (o Alsogaray; Santa Fe, 19 de enero de 1809 - Buenos Aires, 31 de julio de 1879) fue un marino argentino con una destacada participación en la guerra del Brasil, la Guerra Grande, la guerra del Paraguay y las guerras civiles argentinas.

## Biografía
Álvaro José de Alzogaray nació en la ciudad de Santa Fe, Virreinato del Río de la Plata, el 19 de enero de 1809, hijo del acaudalado comerciante Francisco de Alzogaray y de Mercedes Echagüe y Andía.
Su educación le permitió manejar varios idiomas y le brindó conocimientos de ingeniería naval. Joven aún, se incorporó a la escuadra que al mando de Guillermo Brown se alistaba para combatir a la armada del Imperio del Brasil en la guerra por la liberación de la Banda Oriental. Se desempeñó como secretario de Brown y en 1826 en ausencia de su comandante se le confirió el mando de la escuadra con el grado de coronel mayor.
Acompañando a Brown, tomó parte en todos los combates en que el comandante republicano estuvo presente (todos los que involucraron la escuadra) llevando un registro que tituló Diario de Operaciones de la Escuadra Republicana, Campaña de Brasil.
En 1831 pasó como ayudante mayor de las milicias de infantería. En diciembre de 1840 era reintegrado a la marina revistando con el grado de teniente. En 1841 asumió el mando de la corbeta 25 de Mayo con la que se sumó a la lucha contra la escuadra riverista al mando de John Halstead Coe.
Durante las acciones navales que acompañaron el Sitio de Montevideo, se destacó en el combate de Santa Lucía como ayudante de órdenes de Brown. En 1841 participó también de la captura del Cagancha.
El 20 de noviembre de 1845 luchó durante el bloqueo anglo-francés del Río de la Plata, dirigiendo la batería Restaurador en el Combate de la Vuelta de Obligado. Su comportamiento en la acción contra las potencias agresoras movieron al comandante Lucio Norberto Mansilla a calificarlo en su parte de "digno de renombre de intrépido y sereno guerrero".
En la madrugada del 19 de abril de 1846 recapturó el pailebote Federal, abandonado por los británicos tras un breve combate, dejando a bordo bagaje, armamento, munición y el pabellón.
Meses después, el 4 de junio de 1846 participó de la Batalla de la Angostura del Quebracho sobre la costa del sur de la provincia de Santa Fe, a 35 km de Rosario, en la que las fuerzas de Mansilla causaron fuertes daños a la escuadra aliada que regresaba al Río de la Plata forzándola a huir.
Hasta 1849 fue comandante general del Cuartel Divisionario del Departamento Norte, tras lo que recibió el mando del vapor Merced, primero de la Armada Argentina.
En 1853 fue ascendido a capitán de marina. Se desempeñó hasta 1859 como administrador de Correos de Santa Fe. Reintegrado a las fuerzas de la Confederación Argentina actuó durante la campaña de Cepeda como comandante general del Parque del ejército de Justo José de Urquiza.
Finalizado el conflicto volvió a su puesto en la Administración de Correos, solo para ser reintegrado en 1861 con el grado de coronel al ejército nacional en la campaña de Pavón, nuevamente a cargo de la organización del parque.
Durante la guerra de la Triple Alianza fue Jefe de Parque y Maestranzas del Ejército. El 14 de septiembre de 1868 fue ascendido a coronel de marina efectivo y al finalizar la guerra fue designado interventor del Parque nacional y de la Comisaría de Guerra.
En 1875 fue designado inspector general de la Armada. Falleció en Buenos Aires el 31 de julio de 1879.